# ایتو جاکوچو
ایتو جاکوچو (به ژاپنی: 伊藤 若冲 Itō Jakuchū)؛ ۲ مارس ۱۷۱۶ – ۲۷ اکتبر ۱۸۰۰) نقاش اهل ژاپن بود. حیات او در اواسط دوره ادو و زمانی بود که ژاپن درهای خود را به دنیای خارج بسته بود. بسیاری از نقاشی‌های او مربوط به موضوعات سنتی ژاپنی، به ویژه مرغ‌ها و دیگر پرندگان است. بسیاری از کارهای سنتی او درجه زیادی از پرسپکتیو و سایر عناصر سبک بسیار مدرن را به نمایش می‌گذارند.
در مقایسه با سوگا شوهاکو و سایر نمونه‌های نقاشان غیرعادی اواسط دوره ادو، گفته می‌شود که جاکوچو بسیار آرام، خویشتن‌دار و حرفه‌ای بوده‌است. او با آرمان‌های بودایی ذن ارتباط قوی داشت و یک برادر غیر روحانی (کوجی) محسوب می‌شد. در عین حال او همچنین کاملاً از نقش خود در جامعهٔ کیوتو که به‌طور فزاینده‌ای تجاری می‌شد آگاه بود.

## زندگی‌نامه
ایتو جاکوچو پسر بزرگ ایتو گنزائمون، یک بقال در که مغازه‌اش، به نام «ماسویا»، در مرکز شهر، در منطقه غذای نیشیکی کیوتو قرار داشت. جاکوچو مغازه را از زمان مرگ پدرش در سال ۱۷۳۹ تا سال ۱۷۵۵ اداره کرد پس از آن مغازه را به یکی از برادرانش تحویل داد.
آموزش او در زمینه نقاشی بیشتر ناشی از الهام گرفتن از طبیعت و آموزش تحت مکتب کانو و بررسی نقاشی‌های ژاپنی و چینی در معابد ذن بود. برخی منابع نشان می‌دهند که وی ممکن است با اوئوکا شینبوکا، یک هنرمند مستقر در اوساکا، که به خاطر نقاشی پرنده و گل معروف است، تحصیل کرده‌است. اگرچه تعدادی از نقاشی‌های او موجودات عجیب و غریب یا
خارق‌العاده‌ای مانند ببر و ققنوس را به تصویر می‌کشد، اما از جزئیات و ظاهر واقعی نقاشی‌های او از مرغ و حیوانات دیگر مشخص است که او کار خود را بر اساس مشاهده واقعی بنا نهاده‌است.
جاکوچو در اواخر سی سالگی یک استودیوی نقاشی دو طبقه در کرانه غربی رود کامو ساخت. در همین زمان بود که جاکوچو با دایتن کنجو، راهب فرقه رینزای که بعداً راهب بزرگ معبد معبد شوکوکو شد، دوست شد. از طریق این دوستی، جاکوچو به مجموعه بزرگ نقاشی‌های ژاپنی و چینی معبد دسترسی پیدا کرد و با محافل اجتماعی و هنری جدید آشنا شد.
جاکوچو که در جامعه هنری کیوتو مشهور و خوش‌نام شده بود، کمیسیون‌های زیادی را برای نقاشی روی صحنه هنری دریافت می‌کرد، و در آن زمان بالاتر از دیگر هنرمندان برجسته بود.